# 磯部晃一
磯部 晃一（いそべ こういち、1958年〈昭和33年〉1月 - ）は、日本の陸上自衛官。2015年8月、第37代東部方面総監。
1980年（昭和55年）3月に防衛大学校（国際関係論、本科24期）を卒業後、陸上自衛隊に入隊。
防大の同期生に番匠幸一郎、中谷元、田邉揮司良など。番匠・田邊とは陸将補・陸将ともに防衛大学校本科24期生の中で一選抜昇任を果たした。
陸上自衛隊では航空科部隊に配属、ヘリコプター・パイロットとして勤務。湾岸戦争時には外務省北米局米局安全保障課出向、その後統幕防衛計画部長、第7師団長、統合幕僚副長などの要職を歴任した。1996年、米国海兵隊指揮幕僚大学で軍事学修士を、2003年、米国国防大学で国家資源戦略修士をそれぞれ取得。
2017年7月、ハーバード大学アジアセンター上席研究員および一般財団法人アジア・パシフィック・イニシアティブ上席研究員に就任。その後2021年6月退団。

## 略歴

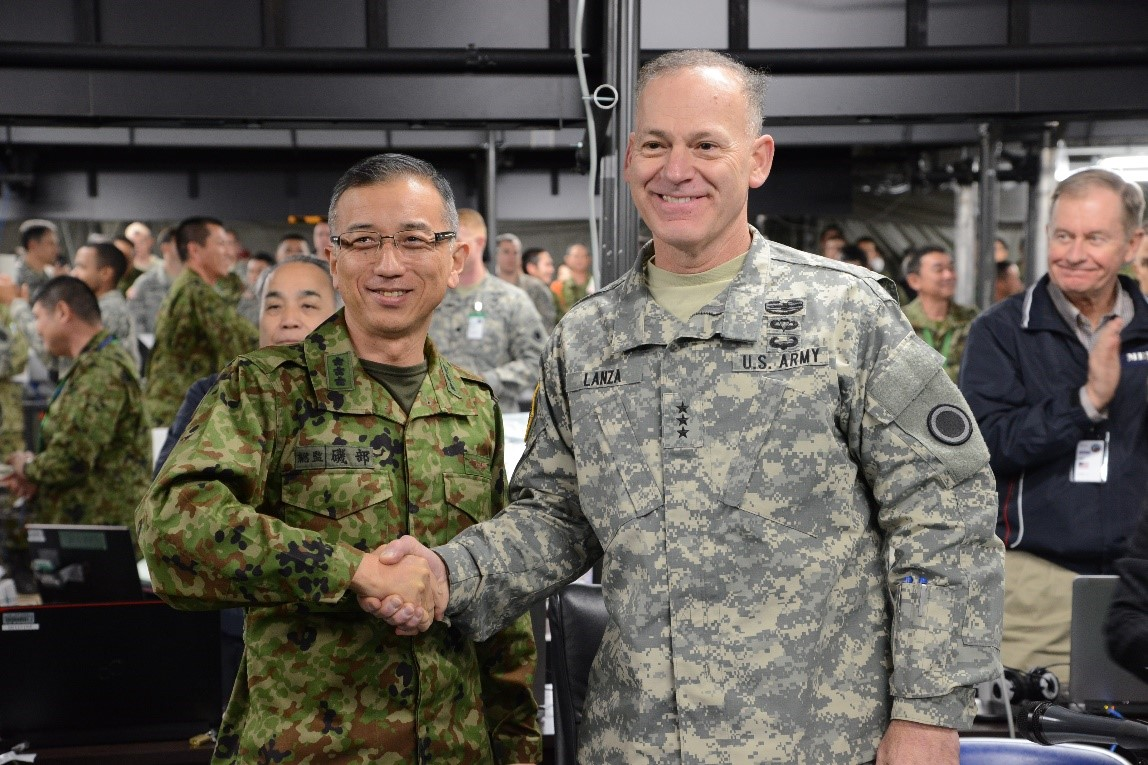
日米共同指揮所演習（YS-67）にてアメリカ陸軍第1軍団長ステファン・R・ランザ中将と（2014年12月）

- 1989年（平成元年）8月：外務省北米局安全保障課出向(調査班付課長補佐)
- 1991年（平成3年）8月：陸上幕僚監部防衛課
- 1995年（平成7年）3月：アメリカ海兵隊指揮幕僚大学留学、軍事学修士
- 1996年（平成8年）8月：陸上幕僚監部防衛課
- 1998年（平成10年）3月：第9師団第9飛行隊長
- 1999年（平成11年）8月：陸上幕僚監部補任課
- 2000年（平成12年）8月：陸上幕僚監部演習班長
- 2002年（平成14年）3月：アメリカ国防大学留学、戦略修士
- 2003年（平成15年）8月：研究本部主任研究開発官
- 2003年（平成15年）12月：陸上幕僚監部防衛部防衛課長
- 2005年（平成17年）7月：陸将補に昇任
- 2006年（平成18年）3月：東部方面総監部幕僚副長
- 2007年（平成19年）3月：中央即応集団副司令官（国際担当）
- 2009年（平成21年）7月：統合幕僚監部防衛計画部長[1]
- 2011年（平成23年）8月：陸将に昇任、第7師団長に就任
- 2012年（平成24年）7月：統合幕僚副長
- 2013年（平成25年）8月22日：第37代東部方面総監に就任
10月～11月：平成25年台風第26号において甚大な被害を被った伊豆大島災害派遣活動のための伊豆大島災統合任務部隊指揮官を務める[2]
- 2015年（平成27年）8月4日：退官
- 2015年（平成27年）12月1日：川崎重工業株式会社 航空宇宙カンパニー顧問に就任[3]
- 2019年（令和元年）8月：初の著書となる『トモダチ作戦の最前線；福島原発事故に見る日米同盟連携の教訓』を彩流社より出版

## 著書
- 『トモダチ作戦の最前線；福島原発事故に見る日米同盟連携の教訓』（2019年、彩流社） ISBN 978-4-7791-2603-1

大震災と原発事故という未曽有の大災害に自衛隊は約10万人を動員し、米軍も最大時1万6000人、艦艇約15隻、航空機140機が参加した。
平常の災害出動とは全く異なる、いわば“有事”ともいうべき事態に日米の政府、自衛隊・米軍は如何に対応したかを証言で克明に綴る。
- 『福島原発事故10年検証委員会　-民間事故調最終報告書-』（共著、2021年、ディスカヴァー・トゥエンティワン）

## 執筆論文
- 「国際任務と自衛隊 - これまでのレビューと今後の課題」、『国際安全保障』第36巻第1号（2008年6月）国際安全保障学会
- 「新編『陸上総隊』のあるべき姿」、『軍事研究』第51巻第8号（2016年3月）
- 「日本版海兵隊『水陸機動団』の新編と今後の課題」、月刊『世界と日本』（2016（平成28）9・10月合併号
- 「わが国における防衛戦略上の課題」、月刊『世界と日本』（2017（平成29）年11・12月合併号
- 「メージャーコマンド『陸上総隊』誕生」、『軍事研究』第53巻第8号（2018年8月）
- “The Amphibious Operations Brigade -The establishment of the JGSDF brigade and its challenges,” Marine Corps Gazette February 2017 Vol.101 No.2
- “An Insider’s View of the History, Evolution, and Prospects of Japan’s Amphibious Rapid Deployment Brigade,” U.S.-Japan Alliance Conference -Meeting the Challenge of Amphibious Operations-, The Rand Corporation 2018
- 「戦いはすでに始まっている」（『正論』2021年1月号）
- 軍事研究 巻頭言の執筆（志方俊之に代わり2021年2月号から）
- 「『抑止』重視へ変革する米海兵隊」（『正論』2021年9月号）